# Копьяпо
Копьяпо́ (исп. Copiapó) — город в Чили. Административный центр одноимённой коммуны, провинции Копьяпо и области Атакама. Население города — 125 983 человек (2002). Город и коммуна входит в состав провинции Копьяпо и области Атакама. Находится на берегу одноимённой реки.
Территория — 16681,3 км². Численность населения — 153 937 жителя (2017). Плотность населения — 9,23 чел./км².

## Расположение
Город расположен в 680 км на север от столицы Чили города Сантьяго в долине реки Копьяпо.
Коммуна граничит:
- на севере — коммуны Чаньяраль, Диего-де-Альмагро
- на востоке — провинция Катамарка (Аргентина), коммуна Тьерра-Амарилья
- на юге — коммуна Вальенар, Уаско
- на западе — коммуна Кальдера, Тихий океан

## Транспорт

### АэропортЧамонате
- Код IATA (ИАТА) — CPO;
- Код ICAO (ИКАО) — SCHA;
- Длина ВПП — 1600 метров;
- Высота над уровнем моря — 291 метр

### Автомобильные трассы
- шоссе С-5 Арика — Ла-Серена (Панамериканское шоссе)
- шоссе С-35 (Копьяпо — Лас-Хунтас)
- шоссе С-17 (Копьяпо — Диего-де-Альмагро)

## Демография
Согласно сведениям, собранным в ходе переписи 2017 г  Национальным институтом статистики (INE),  население коммуны составляет:
| Полное население                          | Полное население                          | Полное население                          | Полное население                          | Полное население                          | 153 937 |
| ----------------------------------------- | ----------------------------------------- | ----------------------------------------- | ----------------------------------------- | ----------------------------------------- | ------- |
| в том числе:                              | Городское население                       | 150 962                                   | Процент городского населения, %           | 98,07                                     |         |
|                                           | Сельское население                        | 2 975                                     | Процент сельского населения, %            | 1,93                                      |         |
|                                           | Мужское население                         | 76 627                                    | Процент мужского населения, %             | 49,78                                     |         |
|                                           | Женское население                         | 77 310                                    | Процент женского населения, %             | 50,22                                     |         |
| Плотность населения, чел/км²              | Плотность населения, чел/км²              | Плотность населения, чел/км²              | Плотность населения, чел/км²              | Плотность населения, чел/км²              | 9,23    |
| Население коммуны в % к населению области | Население коммуны в % к населению области | Население коммуны в % к населению области | Население коммуны в % к населению области | Население коммуны в % к населению области | 53,79   |

| Динамика изменения населения коммуны | Динамика изменения населения коммуны | Динамика изменения населения коммуны | Динамика изменения населения коммуны |
| ------------------------------------ | ------------------------------------ | ------------------------------------ | ------------------------------------ |
| 1992                                 | 2002                                 | 2012                                 | 2017                                 |
| 100907                               | 129091▲                              | 158261▲                              | 153937▼                              |

## Важнейшие населенные пункты[4]
| № | Населённый пункт | Населённый пункт (исп.) | Категория | Население чел. (2002) | На карте                        |
| - | ---------------- | ----------------------- | --------- | --------------------- | ------------------------------- |
| 1 | Копьяпо          | Copiapó                 | город     | 125983                | 27°22′06″ ю. ш. 70°19′20″ з. д. |